# Hebban Thrillerprijs
De Hebban Thrillerprijs is een jaarlijkse lezersjuryprijs voor oorspronkelijk in het Nederlands geschreven thrillers georganiseerd door lezerscommunity Hebban. De prijs is afgeleid van en vormgegeven naar voorbeeld van de Hebban Debuutprijs, die in 2016 en 2017 ook een variant kende voor thrillerdebuten. 
Uit een longlist kiezen rond de honderd "ervaren thrillerlezers" een shortlist, waaruit vervolgens een vakjury van boekverkopers en bibliotheekmedewerkers een winnaar kiest. De prijs wordt sinds 2021 tegelijk uitgereikt met de Gouden Strop, de Zilveren Strop en de Schaduwprijs onder de noemer De Nederlandse thrillerprijzen.

## Winnaars
- 2020: Anya Niewierra met Het bloemenmeisje
- 2021: Toni Coppers met Val
- 2022: Anya Niewierra met De Camino
- 2023: Gerrit Barendrecht met De Ripper connectie
- 2024: Lex Noteboom met De Man met Duizend Gezichten
- 2025: A.C. Porter met De erfgenamen